# Iballa Ruano
Iballa Ruano Moreno (Pozo Izquierdo, Gran Canaria, 1977) es una windsurfista profesional española. Cuenta con diez títulos mundiales de windsurf y un título mundial de surf de remo. En 2018 consiguió ser doble campeona del mundo en dos deportes distintos el mismo año (windsurf y surf de remo), convirtiéndose así en la primera persona que consigue tal hito.

## Trayectoria
Es originaria de la localidad de Pozo Izquierdo, en Gran Canaria (España). Iballa comenzó con la práctica del windsurf a los 17 años (conjuntamente con su hermana gemela Daida) utilizando únicamente material (velas, tablas) desechado por los turistas de la zona de Pozo Izquierdo. Fue apenas tres años después cuando se proclama campeona del mundo por primera vez, a los 21 años de edad.
Junto a su hermana gemela, cuentan con 28 títulos mundiales de Windsurf. Las dos han sido propuestas, para recibir el Premio Nacional de Deportes que otorga anualmente el Consejo Superior de Deportes. A las hermanas Ruano se les conoce como las Morenotwins.

## Palmarés
- Campeona del mundo de la Professional Windsurfers Association (PWA) en modalidad con olas (Wave): 1999, 2006, 2007, 2012, 2014, 2015, 2016 y 2017
- Campeona del mundo de la Association of Paddleboard Professionals (APP) en modalidad con olas (Wave): 2018